# شریف (ایوان)
شریف (ایوان)، روستایی از توابع بخش مرکزی شهرستان ایوان در استان ایلام ایران است.

## جمعیت
این روستا در دهستان نبوت قرار دارد و براساس سرشماری مرکز آمار ایران در سال ۱۳۸۵، جمعیت آن ۳۴ نفر (۶خانوار) بوده‌است.